# 韩国的单亲家庭
韩国的单亲家庭是韩国面临的社会问题之一。单亲家庭让孩子没有安全感，因为长期缺乏父爱或者母爱，他们会排斥异性相处。单亲家庭容易让孩子产生自卑与内疚，有被弃感，孤独感。

## 词源
韩语的“单亲家庭”一词是由“한(一个)”和“부모(父母)（家庭）”的混合而成。但是“한”还有“大的”、“完整的”和“全部的”的意思，所以比起“一个”“单独”的意思，也可以理解为单亲家庭和其他家庭一样健康和快乐的含义。

## 类型
根据家庭形成或者组成的背景的不同，韩国单亲家庭主要分为离婚家庭、丧亲家庭、单亲妈妈家庭或单亲爸爸家庭、单亲富裕家庭或者单亲贫困家庭。无论单亲家庭中母亲是主要的照顾者，还是父亲是主要照顾者，都可以称为单亲家庭。随着离婚率的增加，单亲家庭的数量也正在上升。

## 现状
单亲家庭数量从2005年的137万户增加到2010年的159.4万户，到2011年增加到163.9万户。单亲家庭占总数的比例从2005年的8.6%，增加到2010年的9.2%，到2011年的9.3%。单亲家庭的数量一直在增加，在造成单亲家庭的29.7%的比率中，离婚因素的比率为32.8%，其他因素的比率为11.6%。除开离婚因素外，其他因素也在迅速增加。
2011年离婚等原因导致的单亲家庭中，父母的平均年龄为43.1岁，子女平均为1.5个。与2015年相比，2011年单亲家庭的收入和净资产有所增加，但低于双亲家庭的收入和净资产。2011年单亲家庭的月平均收入为219.5万韩元，比2015年的189.6万韩元有所增加。有商业工作的单亲家庭的月平均工作和营业收入为202万韩元，比2015年的173.7万韩元有所增加，但仍然处于较低水平。单亲家庭的就业稳定性有所改善，单亲家庭中商业工作者的比例较上次调查有所上升，临时工和小时工的比例有所下降。

## 问题
单亲家庭认为经济问题是最大的问题。这是因为失去配偶后，收入减少，需要独自抚养孩子，很难找到稳定、高薪的工作。据韩国保健福利部2011年进行的调查结果显示，单亲贫困家庭经济困难程度更高，相比20479户单亲富裕家庭，单亲贫困家庭为83525户，数量相差4倍。
大多数单亲家庭需要经历因为家庭角色功能发生变化后，从而导致的人际关系问题、子女养育问题时父母对男女角色再平衡的问题。在大多数的单亲妈妈家庭中，妈妈会主要因为经济问题、收入下降或失去收入，而存在巨大的生活压力。在大多数单亲爸爸的家庭，爸爸会主要因缺乏情感交流问题，在子女养育问题上，而遭受情感压力。
在单亲家庭中成长的孩子,因为父亲或者母亲的一方角色的缺失,可能会出现几大心理问题。例如:自卑、自闭、焦虑、抑郁、逆反、妒忌。这些心理问题关系到孩子是否能够健康成长。

## 福利制度
韩国的单亲家庭福利支援政策是以1989年颁布的《单亲家庭支援法》为基础的。目的是为了提高单亲家庭的生计稳定和福利，让单亲家庭也拥有过充实健康和有文化的社会生活。《单亲家庭支援法》通过多次修订，为改善单亲家庭的生活质量做出了巨大贡献。特别是2011年和2013年，《单亲家庭支援法》新制定了保护单亲家庭人权、保护单亲家庭权益的规定，为改善社会对单亲家庭的偏见和歧视提供了法律依据。2011年，在制定保护人权条款的同时，还作出了扩大单亲家庭的归类标准等一些重要的修订。提出了保护单亲家庭的16岁以上子女的的法律修正案。因此，子女超过16岁，但还未成年（韩国成年女龄为20岁）的单亲家庭可继续获得政府资助。
韩国单亲家庭的数量为175万户，占全体家庭的9.4%。其中，贫困单亲家庭为135万户，富裕单亲家庭为39万户。但是，接受政府支援的单亲家庭为59.56万户，占全体单亲家庭的13%。这意味着大约87%的单亲家庭没有得到政府的福利帮助。